# وحشی‌ها
وحشی‌ها (به انگلیسی: Savages) فیلمی در ژانر جنایی و اکشن مهیج به کارگردانی الیور استون است که در سال ۲۰۱۲ منتشر شد. این فیلم بر اساس رمانی به همین نام نوشته دان وینسلو ساخته شده‌است. داستان فیلم دربارهٔ دو برادر است که باید در مقابل عده‌ای تبهکار مقابله کنند.
فیلم با واکنش‌های دوقطبی از سوی منتقدان همراه بود. راجر ایبرت به فیلم ۳٫۵ ستاره از ۴ ستاره داد و کارگردانی استیون را ستود. در مقابل کانر جیسون ۲ ستاره از ۵ ستاره داد و فیلم را خسته‌کننده توصیف کرد.

## داستان
دو برادر قاچاقچی ماری‌جوآنا (تیلور کیچ و آرون تایلر-جانسون) با دختری با نام اوفلیا (بلیک لایولی) آشنا و هردو عاشق او می‌شوند تا اینکه تبهکاری اوفلیا را گروگان می‌گیرد و آن‌ها تلاش می‌کنند که اوفلیا را نجات دهند.

## بازیگران
- تیلور کیچ
- آرون تایلر-جانسون
- بلیک لایولی
- سلما هایک
- ساندرا اچوریا
- بنیسیو دل تورو
- جان تراولتا
- امیل هرش
- تره‌ور داناون
- ژول دیوید مور
- دمیان بیچیر
- شان استون
- جیلیان زینسر